# Achadas da Cruz
Achadas da Cruz ist eine portugiesische Gemeinde (Freguesia) im Kreis Porto Moniz. In ihr leben 121 Einwohner (Stand 19. April 2021).
Etwa zwei Kilometer nördlich des Ortszentrums befindet der Zugang zur Luftseilbahn Achadas da Cruz. Sie ermöglicht den Bauern den Zugang zu den Feldern am Fuß der Klippen und wird auch touristisch genutzt.